# Голуэй (графство)
Го́луэй (ирл. Gaillimh, англ. Galway) — графство на западе Ирландии. Административный центр и крупнейший город — Голуэй. Население 250 653 человек (3-е место среди графств Республики Ирландия; данные 2011 г.). Площадь территории 6149 км² (2-е место). В области Коннемара находится один из четырёх районов Ирландии, где по данным 2007 г. большая часть населения (свыше 67 %) использует в быту ирландский язык, т. н. Гэлтахт категории «A».

## Физико-географическая характеристика

### Географическое положение
Графство Голуэй расположено на западе Ирландии на берегу Атлантического океана. Береговая линия сильно изрезана глубокими бухтами и заливами, а склоны — обрывисты и круты. Регион занимает часть полуострова Коннемара и долину между реками Клэр и Шаннон. Также в его состав входят несколько населенных островов, в том числе Аранские острова (Инишмор, Инишман и Инишир).
Голуэй соседствует с графством Мэйо на северо-западе; Роскоммон — на северо-востоке, Оффали — на юго-востоке, с Северным Типперэри — на юге, а также Клэр — на юго-западе.

### Климат
Климат Голуэя — умеренно-морской, с характерными мягкими зимами, прохладным летом и отсутствием резких перепадов температур. Средняя максимальная температура в январе — 8 °C, в июле — 20 °C. Самые солнечные месяцы — июнь и июль.

### Флора и фауна
Коннемара представляет собой болотистую местность с достаточно скудной растительностью, представленную преимущественно вересками, камышом и пушицей. В равниной же части графства преобладают луговые травы.
Помимо тюленей, обитающих в прибрежных водах, и изредка заплывающих сюда китов, на территории региона насчитывается около десятка видов млекопитающих, в их числе барсук, выдра, заяц и т. д.

## История
Первые люди появились на территории, которая относится к современному графству Голуэй около 7 тыс. лет назад. До наших дней дошли следы пребывания здесь человека в виде древних стоянок (около 5 тыс. лет назад), мегалитов (4 тыс. лет назад), находок бронзовых изделий (2,5 тыс. лет назад).

## Достопримечательности
- Замок Атенрай
- Замок Фиддон
- Камень Туруа